# Фрайермут, Пэт
Патрик Джон Фрайермут (англ. Patrick John Freiermuth; 25 октября 1998, Ньюберипорт, Массачусетс) — профессиональный американский футболист, тайт-энд клуба НФЛ «Питтсбург Стилерз». На студенческом уровне выступал за команду университета штата Пенсильвания. На драфте НФЛ 2021 года был выбран во втором раунде.

## Биография
Патрик Фрайермут родился 25 октября 1998 года в Ньюберипорте в штате Массачусетс. Один из трёх детей в семье. Учился в старшей школе Брукс, в течение пяти лет выступал за её футбольную команду, в выпускной год был её капитаном. Трижды в составе команды выигрывал различные турниры. Неоднократно Фрайермут включался в сборные звёзд школьного футбола по разным версиям, в 2016 году вошёл в сборную звёзд Массачусетса на позиции лайнбекера. Четыре года играл за школьную команду по баскетболу.

### Любительская карьера
В 2018 году Фрайермут поступил в университет штата Пенсильвания. В первый же год он стал игроком основного состава, сыграл в тринадцати матчах и стал лидером по числу приёмов среди тайт-эндов конференции Big Ten. The Athletic, 247Sports и ESPN включили его в сборную новичков сезона. В 2019 году Фрайермут был выбран капитаном команды. Он провёл тринадцать матчей, набрав на приёме 507 ярдов, был признан самым ценным игроком нападения «Ниттани Лайонс».
В сезоне 2020 года Фрайермут принял участие в четырёх играх, пропустив остальные матчи из-за травмы. По количеству приёмов и набранных ярдов он стал третьим в команде. По второму показателю стал первым среди тайт-эндов конференции Big Ten. По итогам года Фрайермут стал первым в истории университета обладателем награды Квалика—Кларка, присуждаемой лучшему тайт-энду Big Ten. Суммарно за карьеру он сыграл 30 матчей, 26 из них в стартовом составе. В этих играх Фрайермут набрал на приёме 1185 ярдов, сделал 16 тачдаунов, побив рекорд команды для тайт-эндов, ранее принадлежавший Майку Гесики.

#### Статистика выступлений в NCAA
| Сезон | Команда                   | Игры | Приём | Приём | Приём | Приём | Вынос | Вынос | Вынос | Вынос |
| Сезон | Команда                   | Игры | Rec   | Yds   | Y/A   | TD    | Att   | Yds   | Y/A   | TD    |
| ----- | ------------------------- | ---- | ----- | ----- | ----- | ----- | ----- | ----- | ----- | ----- |
| 2018  | Пенн Стейт Ниттани Лайонс | 13   | 26    | 368   | 14,2  | 8     | 0     | 0     | 0     | 0     |
| 2019  | Пенн Стейт Ниттани Лайонс | 13   | 43    | 507   | 11,8  | 7     | 0     | 0     | 0,0   | 0     |
| 2020  | Пенн Стейт Ниттани Лайонс | 4    | 23    | 310   | 13,5  | 1     | 0     | 0     | 0,0   | 0     |
| Всего | Всего                     | 30   | 92    | 1185  | 12,9  | 16    | 0     | 0     | 0,0   | 0     |

### Профессиональная карьера
Аналитик сайта Bleacher Report Нейт Тайс перед драфтом НФЛ 2021 года прогнозировал Фрайермуту выбор во втором или третьем раунде, сравнивая его с игроком Аризоны Максом Уильямсом. К плюсам игрока Тайс относил хорошие для играющего близко к линии нападения тайт-энда антропометрические данные, уровень его атлетизма, хорошую работу рук, умение действовать на маршрутах и вести силовую борьбу. Среди слабых мест он отмечал недостаточную длину рук, проблемы в игре на блоках и небольшое количество набираемых после приёма ярдов.
На драфте Фрайермут был выбран «Питтсбургом» во втором раунде под общим 55 номером. В мае он подписал с клубом четырёхлетний контракт на общую сумму 6 млн долларов. В своём первом сезоне в НФЛ он сделал 60 приёмов на 497 ярдов, занеся семь тачдаунов.

#### Статистика выступлений в НФЛ

##### Регулярный чемпионат
| Сезон | Команда           | Игры | Приём | Приём | Приём | Приём | Вынос | Вынос | Вынос | Вынос |
| Сезон | Команда           | Игры | Rec   | Yds   | Y/A   | TD    | Att   | Yds   | Y/A   | TD    |
| ----- | ----------------- | ---- | ----- | ----- | ----- | ----- | ----- | ----- | ----- | ----- |
| 2021  | Питтсбург Стилерз | 16   | 60    | 497   | 8,3   | 7     | 0     | 0     | 0,0   | 0     |
| Всего | Всего             | 16   | 60    | 497   | 8,3   | 7     | 0     | 0     | 0,0   | 0     |

##### Плей-офф
| Сезон | Команда           | Игры | Приём | Приём | Приём | Приём | Вынос | Вынос | Вынос | Вынос |
| Сезон | Команда           | Игры | Rec   | Yds   | Y/A   | TD    | Att   | Yds   | Y/A   | TD    |
| ----- | ----------------- | ---- | ----- | ----- | ----- | ----- | ----- | ----- | ----- | ----- |
| 2021  | Питтсбург Стилерз | 1    | 4     | 25    | 6,3   | 0     | 0     | 0     | 0,0   | 0     |
| Всего | Всего             | 1    | 4     | 25    | 6,3   | 0     | 0     | 0     | 0,0   | 0     |